# Каревский (посёлок)
Каревский — посёлок в Доволенском районе Новосибирской области России. Входит в состав Баклушевского сельсовета.

## География
Площадь посёлка — 42 гектара

## История
Основан в 1919 году. В 1928 года состоял из 46 хозяйств, основное население — русские. В составе Баклушевского сельсовета Баклушевского района Барабинского округа Сибирского края.

## Население
| 1926 | 2002 | 2007 | 2010 |
| ---- | ---- | ---- | ---- |
| 236  | ↘72  | ↘53  | ↘33  |

## Инфраструктура
В посёлке по данным на 2007 год функционирует 1 учреждение здравоохранения.